# Sinfonia da Requiem

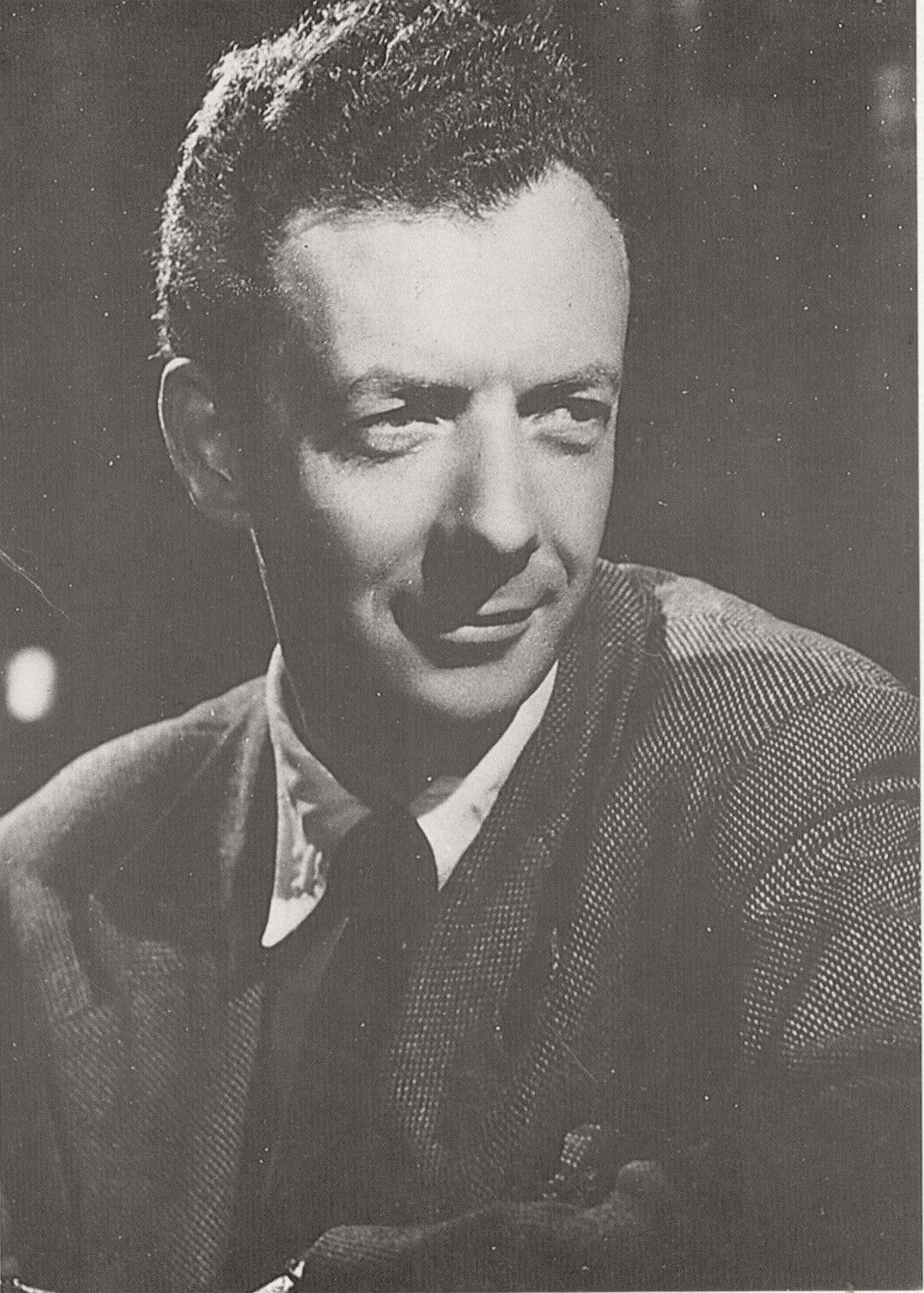
Britten en la década de 1940.

Sinfonia da Requiem, Op. 20 (Sinfonía de Réquiem) fue compuesta por Benjamin Britten en 1940. La obra está dedicada a la memoria de los padres del compositor.

## Historia

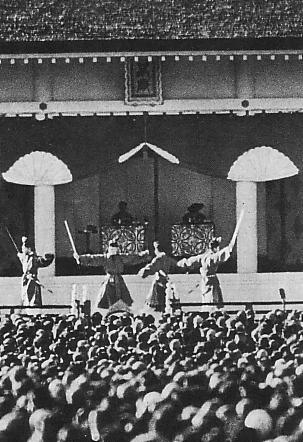
Gagaku en la ceremonia del 2600 aniversario.

### Composición
La composición se desarrolló en 1940. A finales de 1939 Britten acababa de trasladarse a Estados Unidos para huir de la Segunda Guerra Mundial. Allí recibió a través del British Council una invitación para escribir una pieza destinada a celebrar el aniversario de una "dinastía reinante" de un país extranjero no especificada. El maestro aceptó, siempre y cuando se le diera total libertad en la elección de los medios y el estilo y no se esperara de él que escribiera una pieza de tono enfático y nacionalista. Sólo más tarde supo por su editor que la pieza se interpretaría durante las celebraciones del 2600 aniversario de la fundación de la dinastía imperial japonesa fundada por el emperador Jinmu (tomado como el 11 de febrero de 660 a. C. desde el nacimiento de Jinmu). Fue una de las varias obras encargadas por el gobierno de Japón para conmemorar dicho aniversario a diferentes compositores como Richard Strauss y Jacques Ibert. La formalización del encargo se retrasó y cuando por fin llegó el contrato, el compositor se dio cuenta de que sólo le quedaban seis semanas para entregar la obra. Pensó entonces en enviar una obra ya casi terminada, la Sinfonia da Requiem, que estaba tan lejos de ser una pieza de celebración como pudiera imaginarse. Quizá fuera también una forma de no enredarse, él que era objetor de conciencia y pacifista, en la celebración de un régimen con una política agresiva, que llevaba tres años inmerso en una despiadada guerra de conquista en Asia y cuyos aliados eran la Alemania nazi y la Italia fascista.

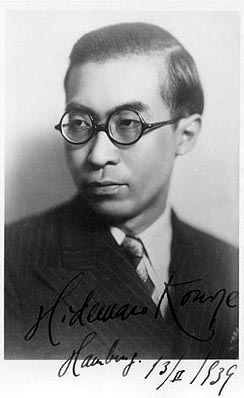
Hidemaro Konoye, autor de la carta de rechazo de la pieza.

El resultado previsible fue que el gobierno japonés rechazó la obra porque utilizaba títulos en latín del réquiem católico para sus tres movimientos y esto resultaba inapropiado para una cultura sintoísta. El rechazo también fue debido al carácter melancólico y sombrío que presentaba la obra en general. A través de la embajada de Japón en Estados Unidos recibió una carta de Hidemaro Konoye, hermano del primer ministro además de compositor y director de orquesta, a quien se había confiado la parte musical de las celebraciones:

«Nos tememos que el compositor no ha entendido en absoluto nuestros deseos... Aparte de ser una música puramente religiosa de tipo cristiano, tiene en sus aspectos melódicos y rítmicos un tono melancólico que la hace inadecuada para ser interpretada en una celebración nacional como la nuestra.»

Britten respondió con firmeza y dignidad, asegurando que su música no tenía ninguna intención ofensiva hacia Japón y que no era de extrañar que hubiera escrito música de inspiración cristiana, ya que él mismo era cristiano.
La dedicatoria de la partitura finalmente fue a la memoria de sus padres, cuya muerte había tenido lugar unos años antes, pero que seguía siendo una pérdida insalvable para Britten. El músico anotó en su diario: «La falta de mamá y papá, en lugar de disminuir, me parece cada día más fuerte. Apenas soportable». A ello se sumó otro acontecimiento luctuoso, el estallido de la guerra con su horrible carga de muerte y destrucción. Aquellos trágicos acontecimientos que conmocionaron a toda la humanidad, dejaron una fuerte huella en esta sinfonía, tal y como el propio Britten reveló en una entrevista mientras la componía:

«Lo que estoy haciendo es contra la guerra tanto como puedo... No creo que se puedan expresar teorías sociales, políticas o económicas en la música, pero, combinando música nueva con frases conocidas, creo que es posible expresar ciertas ideas... De lo único que estoy seguro es de mis convicciones antibelicistas mientras escribo esta música.»

### Estreno

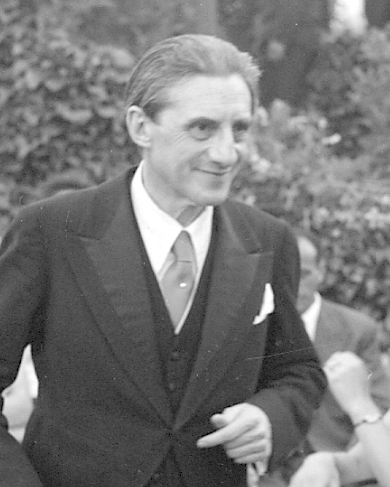
John Barbirolli, director del estreno.

El estreno se celebró el 30 de marzo de 1941 en el Carnegie Hall de Nueva York con la interpretación de la Orquesta Filarmónica de Nueva York bajo la batuta de John Barbirolli.
Una interpretación dirigida por Serguéi Kusevitski en Boston desembocó en el posterior encargo de la ópera Peter Grimes por parte de Koussevitzky Music Foundations.

## Instrumentación
La partitura está escrita para una orquesta formada por:
- Viento madera: 3 flautas (3ª flautín y flauta alto ad lib.), 2 oboes, 1 corno inglés, 2 clarinetes en si bemol, 1 clarinete bajo en si bemol (dobla al clarinete en mi bemol), 2 fagotes, 1 contrafagot, 1 saxofón alto ad lib.
- Viento metal: 6 trompas (2 de ellas ad lib.), 3 trompetas, 3 trombones, 1 tuba.
- Percusión: timbales, bombo, caja, platillos, pandereta, látigo, xilófono.
- Teclado: piano.

- Cuerda: 2 arpas (segunda ad lib.) y una sección de cuerdas con violines I y II, violas, violonchelos y contrabajos.

## Estructura y análisis
La sinfonía consta de tres movimientos:
- I. Lacrymosa. Andante ben misurato, 6
8
- II. Dies irae. Allegro con fuoco, 3
4
- III. Requiem aeternam. Andante molto tranquillo, 3
4

La interpretación de esta obra dura aproximadamente entre 15 y 20 minutos. Se estructura en tres movimientos enlazados, cada uno de los cuales lleva un título de la misa de difuntos en latín. Fue su primera gran obra orquestal sin solista y constituye la cumbre de la producción juvenil del maestro, al ser su mayor obra puramente orquestal para la sala de conciertos. Según el musicólogo Peter Evans, marca el apogeo de sus primeras composiciones en este lenguaje. La inspiración musical parece haber sido en gran medida Gustav Mahler, aunque Britten trabajaba a una escala compacta. También hay una intensidad bergiana derivada de ciertos detalles armónicos recogidos del Concierto para violín de este último compositor.

### I.Lacrymosa. Andante ben misurato
El primer movimiento se titula Lacrymosa y lleva la indicación de tempo Andante ben misurato (Andante bien medido). Está escrito en compás de 6/8. Se abre con una aterradora marcha fúnebre marcada por agresivos golpes de timbal. La parte central incluye un extenso solo de saxofón, otro elemento inspirado en el Concierto para violín de Alban Berg.

### II.Dies irae. Allegro con fuoco
El segundo movimiento se titula Dies irae y lleva la indicación Allegro con fuoco. Está escrito en compás de 3/4. Es un scherzo bélico, lleno de fanfarrias y estallidos instrumentales que chocan mientras alcanzan un clímax cada vez más caótico.

### III.Requiem aeternam. Andante molto tranquillo
El tercer y último movimiento se titula Requiem aeternam y lleva la indicación Andante molto tranquillo. Está escrito en compás de 3/4. Presenta un tierno tema de flauta que recuerda ciertos momentos de la novena sinfonía de Mahler y de la décima sinfonía inacabada. La sinfonía avanza desde el luto, pasando por el dolor violento, hasta la reflexión y la aceptación, quizá incluso un optimismo exhausto.

## Recepción de la obra
Fue recibida positivamente en su estreno mundial. El estreno tuvo lugar ocho meses antes de que los japoneses bombardearan Pearl Harbor. La obra adquirió inevitablemente implicaciones más amplias en el transcurso de la Segunda Guerra Mundial. 
A diferencia de muchas de las obras de esta época del maestro inglés, ha seguido siendo popular y continúa programándose en conciertos orquestales.